# Hemachatus haemachatus
Hemachatus haemachatus – gatunek jadowitego węża z rodziny zdradnicowatych (Elapidae), występujący w południowej części Afryki. Wspólnie z kilkoma innymi gatunkami określany jest zbiorczo mianem kobry plującej, gdyż zagrożony potrafi celnie pluć jadem z odległości nawet ponad 2 metrów, celując w oczy napastnika, wywołując w ten sposób silny ból. Jad ma właściwości neurotoksyczne i cytotoksyczne.

## Opis
Ubarwienie jest zróżnicowane w zależności od obszaru występowania. Charakterystyczną cechą jest ciemny spód i jasny pierścień (niekiedy dwa) na szyi, stąd potoczna nazwa w RPA, Ringhals.

## Zachowanie
Zagrożony, podobnie jak inne kobry, rozpościera kaptur, ukazując również charakterystyczny pierścień na szyi.

## Pożywienie
Żywi się głównie ropuchami, czasami niewielkimi ssakami i gadami. Poluje nocą.

## Środowisko
Preferuje tereny trawiaste.